# Gedung Rejo (Mesuji Raya)
Gedung Rejo is een bestuurslaag in het regentschap Ogan Komering Ilir van de provincie Zuid-Sumatra, Indonesië. Gedung Rejo telt 1508 inwoners (volkstelling 2010).